# Pallavolo Cesena
La Pallavolo Cesena è stata una società pallavolistica femminile di Cesena.

## Storia della società
Nato nel 1987, il club rappresenta un sodalizio tra la Pallavolo Endas e la Don Ettore Bagnolini. Nel corso degli anni accostò all'attività nelle giovanili la prima squadra, che collezionò una promozione in Serie B2 e una partecipazione ai play-off per il passaggio in B1; fino al 2008 ha militato in Serie D.
Nel 2008, dopo il trasferimento del titolo e della società Jogging Volley di Altamura, approdò in Serie A1. Dopo aver ottenuto la salvezza al termine del campionato 2008-09, con Manuela Benelli nel ruolo di allenatrice, ha chiuso la breve esperienza in massima serie con la cessione del titolo sportivo alla Robur Tiboni Volley di Urbino.

## Formazione 2008-09
| \| Allenatore: Manuela Benelli \| \| \| \| \| Nome \| Naz. sport. \| Nome \| Naz. sport. \| \| Palleggiatori \| \| \| \| \| 5 Federica Poggiali \| Italia \| 12 Anna Świderek \| Polonia \| \| \| \| \| \| \| Centrali \| \| \| \| \| 1 Alice Piolanti \| Italia \| 8 Lulama Musti De Gennaro \| Italia \| \| 9 Corina Ssuschke \| Germania \| \| \| \| Schiacciatori-laterali \| \| \| \| \| 3 Daniela Venturi \| Italia \| 10 Senna Ušić \| Croazia \| \| {{{NS3}}} {{{S 3}}} \| {{{Appartenenza S3}}} \| 15 Barbara De Luca \| Italia \| \| \| \| \| \| \| Opposti \| \| \| \| \| 18 Fernanda Berti Alves \| Brasile \| \| \| \| \| \| \| \| \| Liberi \| \| \| \| \| 6 Claudia Mazzoni \| Italia \| 7 Giulia Leonardi \| Italia \| Note: | Berti Alves · # 18 Ssuschke · # 9 Usic · # 10 De Luca · # 15 Musti · De Gennaro · # 8 Swiderek · # 12 Mazzoni · # 6 |                           |             |
| Allenatore: Manuela Benelli | |                           |             |
| Nome | Naz. sport. | Nome                      | Naz. sport. |
| Palleggiatori | |                           |             |
| 5 Federica Poggiali | Italia | 12 Anna Świderek          | Polonia     |
| | |                           |             |
| Centrali | |                           |             |
| 1 Alice Piolanti | Italia | 8 Lulama Musti De Gennaro | Italia      |
| 9 Corina Ssuschke | Germania |                           |             |
| Schiacciatori-laterali | |                           |             |
| 3 Daniela Venturi | Italia | 10 Senna Ušić             | Croazia     |
| {{{NS3}}} {{{S 3}}} | {{{Appartenenza S3}}}                                                                                               | 15 Barbara De Luca        | Italia      |
| | |                           |             |
| Opposti | |                           |             |
| 18 Fernanda Berti Alves | Brasile |                           |             |
| | |                           |             |
| Liberi | |                           |             |
| 6 Claudia Mazzoni | Italia | 7 Giulia Leonardi         | Italia      |

| Allenatore: Manuela Benelli |                       |                           |             |
| Nome                        | Naz. sport.           | Nome                      | Naz. sport. |
| Palleggiatori               |                       |                           |             |
| 5 Federica Poggiali         | Italia                | 12 Anna Świderek          | Polonia     |
|                             |                       |                           |             |
| Centrali                    |                       |                           |             |
| 1 Alice Piolanti            | Italia                | 8 Lulama Musti De Gennaro | Italia      |
| 9 Corina Ssuschke           | Germania              |                           |             |
| Schiacciatori-laterali      |                       |                           |             |
| 3 Daniela Venturi           | Italia                | 10 Senna Ušić             | Croazia     |
| {{{NS3}}} {{{S 3}}}         | {{{Appartenenza S3}}} | 15 Barbara De Luca        | Italia      |
|                             |                       |                           |             |
| Opposti                     |                       |                           |             |
| 18 Fernanda Berti Alves     | Brasile               |                           |             |
|                             |                       |                           |             |
| Liberi                      |                       |                           |             |
| 6 Claudia Mazzoni           | Italia                | 7 Giulia Leonardi         | Italia      |

| \| Allenatore: Manuela Benelli \| \| \| \| \| Nome \| Naz. sport. \| Nome \| Naz. sport. \| \| Palleggiatori \| \| \| \| \| 5 Federica Poggiali \| Italia \| 12 Anna Świderek \| Polonia \| \| \| \| \| \| \| Centrali \| \| \| \| \| 1 Alice Piolanti \| Italia \| 8 Lulama Musti De Gennaro \| Italia \| \| 9 Corina Ssuschke \| Germania \| \| \| \| Schiacciatori-laterali \| \| \| \| \| 3 Daniela Venturi \| Italia \| 10 Senna Ušić \| Croazia \| \| {{{NS3}}} {{{S 3}}} \| {{{Appartenenza S3}}} \| 15 Barbara De Luca \| Italia \| \| \| \| \| \| \| Opposti \| \| \| \| \| 18 Fernanda Berti Alves \| Brasile \| \| \| \| \| \| \| \| \| Liberi \| \| \| \| \| 6 Claudia Mazzoni \| Italia \| 7 Giulia Leonardi \| Italia \| Note: | Berti Alves · # 18 Ssuschke · # 9 Usic · # 10 De Luca · # 15 Musti · De Gennaro · # 8 Swiderek · # 12 Mazzoni · # 6 |                           |             |
| Allenatore: Manuela Benelli | |                           |             |
| Nome | Naz. sport. | Nome                      | Naz. sport. |
| Palleggiatori | |                           |             |
| 5 Federica Poggiali | Italia | 12 Anna Świderek          | Polonia     |
| | |                           |             |
| Centrali | |                           |             |
| 1 Alice Piolanti | Italia | 8 Lulama Musti De Gennaro | Italia      |
| 9 Corina Ssuschke | Germania |                           |             |
| Schiacciatori-laterali | |                           |             |
| 3 Daniela Venturi | Italia | 10 Senna Ušić             | Croazia     |
| {{{NS3}}} {{{S 3}}} | {{{Appartenenza S3}}}                                                                                               | 15 Barbara De Luca        | Italia      |
| | |                           |             |
| Opposti | |                           |             |
| 18 Fernanda Berti Alves | Brasile |                           |             |
| | |                           |             |
| Liberi | |                           |             |
| 6 Claudia Mazzoni | Italia | 7 Giulia Leonardi         | Italia      |

| Allenatore: Manuela Benelli |                       |                           |             |
| Nome                        | Naz. sport.           | Nome                      | Naz. sport. |
| Palleggiatori               |                       |                           |             |
| 5 Federica Poggiali         | Italia                | 12 Anna Świderek          | Polonia     |
|                             |                       |                           |             |
| Centrali                    |                       |                           |             |
| 1 Alice Piolanti            | Italia                | 8 Lulama Musti De Gennaro | Italia      |
| 9 Corina Ssuschke           | Germania              |                           |             |
| Schiacciatori-laterali      |                       |                           |             |
| 3 Daniela Venturi           | Italia                | 10 Senna Ušić             | Croazia     |
| {{{NS3}}} {{{S 3}}}         | {{{Appartenenza S3}}} | 15 Barbara De Luca        | Italia      |
|                             |                       |                           |             |
| Opposti                     |                       |                           |             |
| 18 Fernanda Berti Alves     | Brasile               |                           |             |
|                             |                       |                           |             |
| Liberi                      |                       |                           |             |
| 6 Claudia Mazzoni           | Italia                | 7 Giulia Leonardi         | Italia      |